# Gymnema yunnanense
Gymnema yunnanense är en oleanderväxtart som beskrevs av Ying Tsiang. Gymnema yunnanense ingår i släktet Gymnema och familjen oleanderväxter. Inga underarter finns listade i Catalogue of Life.